# Hyphydrus bistrimaculatus
Hyphydrus bistrimaculatus – gatunek wodnego chrząszcza z rodziny pływakowatych, podrodziny Hydroporinae i plemienia Hyphydrini.

## Taksonomia
Gatunek opisany został w 1997 roku przez Olofa Biströma, Larsa Hendricha i Ashleya Kirk-Spriggsa. Nazwa gatunkowa nawiązuje do trzech plamek na każdej z pokryw. Zaliczany jest do grupy gatunków signatus.

## Opis
Ciało od 3,04 do 3,52 mm długie i od 2,12 do 2,44 mm szerokie, okrągłe, na grzbiecie nieco spłaszczone. Głowa czarniawo-brązowa, na przedzie i z tyłu lekko rozjaśniona. Przedplecze prawie na całej powierzchni punktowane, raczej błyszczące. Pokrywy czarne do czarniawo-rdzawych z trzema całkiem wyraźnymi, jasnymi plamkami w rejonie barków każdej z nich. Rejon przywierzchołkowy z zatartymi jaśniejszymi obszarami. Punktowanie pokryw złożone z dwóch rodzajów punktów wyraźnie różniących się wielkością. Wyrostek przedpiersia nieco rzadko owłosiony. Wierzchołkowa część penisa w widoku bocznym szeroka i tęga. Przednie krętarze samców z umiarkowanie głębokim wcięciem (u samic bez wcięcia). Przednie i środkowe stopy raczej smukłe.

## Występowanie
Gatunek ten jest endemitem Indonezji, znanym wyłącznie z Wysp Aru.